# Rodney Alan Greenblat
Rodney Alan Greenblat (Daly City, 23 de agosto de 1960) es un ilustrador y artista estadounidense. Su obra más conocida es el diseño conceptual de la serie de videojuegos  PaRappa the Rapper.

## Biografía
Formado en la Escuela de Artes Visuales de Nueva York, en los años 1980 se convirtió en una figura activa de la escena artística del East Village. Su obra está enmarcada en el neosurrealismo, con un uso característico de colores vivos y una notable influencia del arte pop. Además diseñó la portada del álbum de debut de They Might Be Giants en 1986. En la década de 1990 compaginó las exposiciones con trabajos como diseñador de videojuegos, en títulos orientados al público infantil como Rodney's Funscreen (1992) y Dazzeloids (1993), y pasó a formar parte del equipo de Sony Creative Japan en 1994.
Greenblat es el diseñador de todos los personajes de la serie PaRappa the Rapper. Se trata de un videojuego musical, creado por Masaya Matsuura en 1996, cuyo protagonista es un perro animado que debe superar desafíos a través del rap. Greenblat diseñó un universo muy característico que combinaba escenarios surrealistas, inspirados en los suburbios de Estados Unidos, con personajes animados del grosor de un papel. PaRappa se convirtió en uno de los primeros éxitos de ventas de PlayStation; contó con dos secuelas —UmJammer Lammy (1999) y PaRappa the Rapper 2 (2001)— y fue especialmente popular en Japón, donde ha tenido numerosos productos licenciados e incluso una serie de animación. El autor volvió a colaborar con Matsuura en Major Minor's Majestic March, publicado para Wii en 2008.
Al margen de los videojuegos, Greenblat ha mantenido su trayectoria artística con numerosas exposiciones, ha sido ilustrador de bandas musicales —entre otros para Puffy AmiYumi— y de libros infantiles como Thunder Bunny. Entre 2017 y 2020 dirigió una pequeña galería en Catskill (Nueva York).